# NGC 2776

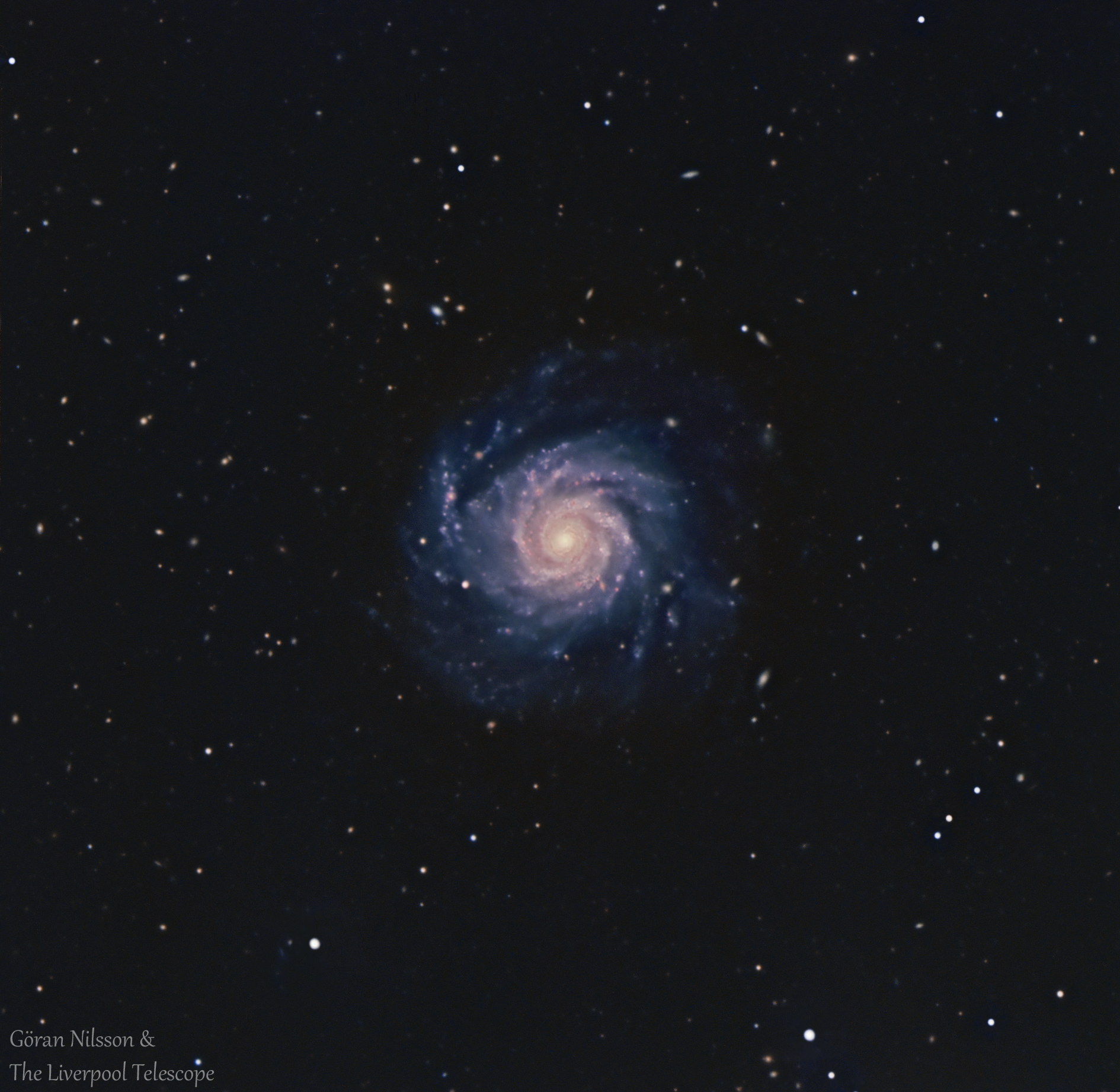
NGC 2776 par le télescope Liverpool de l'observatoire du Roque de los Muchachos.

NGC 2776 est une galaxie spirale intermédiaire située dans la constellation du Lynx. NGC 2776 a été découverte par l'astronome britannique John Herschel en 1828.

## Caractéristiques
La classe de luminosité de NGC 2776 est III et elle présente une large raie HI. C'est aussi une galaxie du champ, c'est-à-dire qu'elle n'appartient pas à un amas ou un groupe et qu'elle est donc gravitationnellement isolée. Selon la base de données Simbad, NGC 2776 est une galaxie à noyau actif.

### Distance
Sa vitesse par rapport au fond diffus cosmologique est de 2 820 ± 14 km/s, ce qui correspond à une distance de Hubble de 41,6 ± 2,9 Mpc (∼136 millions d'al).
À ce jour, huit mesures non basées sur le décalage vers le rouge (redshift) donnent une distance de 27,038 ± 5,622 Mpc (∼88,2 millions d'al), ce qui est à l'extérieur des valeurs de la distance de Hubble. Notons que c'est avec la valeur moyenne des mesures indépendantes, lorsqu'elles existent, que la base de données NASA/IPAC calcule le diamètre d'une galaxie et qu'en conséquence le diamètre de NGC 2776 pourrait être d'environ 39,9 kpc (∼130 000 al) si on utilisait la distance de Hubble pour le calculer.

### Classification
Le professeur Seligman et Wolfgang Steinicke considère cette galaxie comme une spirale barrée, mais les images du relevé SDSS et du télescope Liverpool ne montrent pas la présence d'une telle barre. Le classement de spirale intermédiaire indiquée par les bases de données NASA/IPAC et HyperLeda est plus approprié.

## Trou noir supermassif
Selon un article basé sur les mesures de luminosité de la bande K de l'infrarouge proche du bulbe de NGC 2776, on obtient une valeur de 106,9 {\displaystyle M_{\odot }} (7,9 millions de masses solaires) pour le trou noir supermassif qui s'y trouve.